# Katarzyna Herman

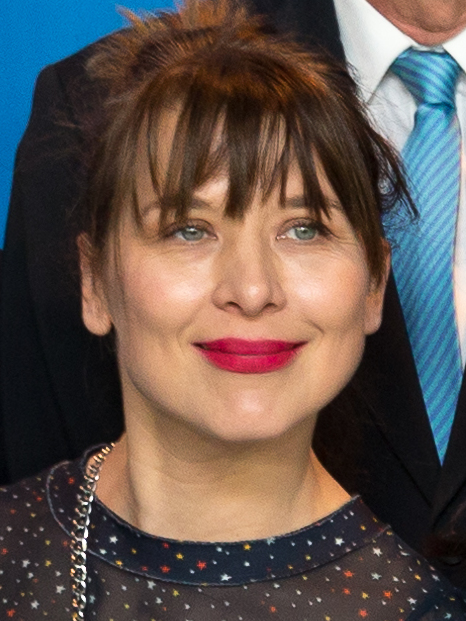
Katarzyna Herman im Jahr 2017 auf der Berlinale

Katarzyna Herman (* 13. August 1971 in Mrągowo, Polen) ist eine polnische Schauspielerin.

## Leben
Katarzyna Herman wurde 1971 in Mrągowo geboren, einer Stadt im Nordosten Polens. Sie studierte Schauspiel an der Aleksander-Zelwerowicz-Theaterakademie Warschau, wo sie im Jahr 1994 ihren Abschluss mit Auszeichnung machte. Ihr Theaterdebüt gab sie am 30. September 1994 im Stück Ożenek am Warschauer Powszechny-Theater. Herman spielte dann fast ausschließlich in der polnischen Hauptstadt, sie trat von 1994 bis 2008 am Powszechny-Theater auf und spielte von 2008 bis 2011 am Ateneum-Theater. Auch mit dem Rozmaitości-Theater, dem Studio-Theater und dem Polnischen Theater arbeitete sie zusammen. Im Jahr 2020 begann sie im Ensemble am Dramatischen Theater Warschau.
Rożniatowska ist auch in Film- und Fernsehproduktionen aktiv und spielte in über 75 Produktionen. 2024 erhielt sie für ihre Rolle in dem Film Doppelgänger (im Original Doppelgänger. Sobowtór) eine Nominierung als Beste Nebendarstellerin beim Polnischen Filmpreis.

## Filmografie
- 2009: Alles, was ich liebe (Wszystko, co kocham)
- 2017: Die Spur (Pokot)
- 2023: 1670
- 2023: Doppelgänger (Doppelgänger. Sobowtór)
- 2025: The Ugly Stepsister